# FIBA Americas League 2007-2008
La FIBA Americas League di pallacanestro 2007-2008 è stata la 1ª edizione del massimo campionato tra club centro e sud-americani organizzato dalla FIBA Americas.
La prima edizione della FIBA Americas League includeva anche due squadre statunitensi, i Miami Tropics e la PBL All-Stars, una squadra con i migliori giocatori della Premier Basketball League. Tuttavia, la NBA è la massima competizione degli Stati Uniti, oltre ad essere a tutti gli effetti una lega internazionale, in quanto tra le squadre partecipanti, c'è anche una squadra canadese; per questo i club statunitensi e canadesi potevano partecipare alla competizione, in quanto parte della FIBA Americas. Ciò nonostante, la FIBA Americas League non è considerata come la maggiore competizione per i club di queste due nazioni.

## Squadre partecipanti
| Fase a gironi                 | Fase a gironi          | Fase a gironi          | Fase a gironi                |
| ----------------------------- | ---------------------- | ---------------------- | ---------------------------- |
| Boca Juniors (1°)             | Brasília (1°)          | Soles de Mexicali (1°) | Miami Tropics (ABA)          |
| Peñarol Mar del Plata (2°)    | Flamengo (2°)          | Halcones Xalapa (2°)   | PBL All-Stars (PBL)          |
| Libertad de Sunchales LS (3°) | Minas Tênis Clube (WC) | Fuerza Regia (WC)      | Cangrejeros de Santurce (1°) |
| Metros de Santiago (1°)       | Defensor Sporting (WC) | Liceo Mixto (1°)       | Capitanes de Arecibo (2°)    |

Le note tra parentesi indicano la modalità di qualificazione di ogni squadra.
- 1°, 2°, ecc.: Posizioni in campionato prima dei playoff
- LS: Vincitrice della Liga Sudamericana
- WC: Wild Card

## Fase a gironi
Sedici team hanno partecipato alla fase a gironi, nella quale ogni squadra ha affrontato una volta sola tutte le altre tre squadre del girone. Tutte le partite sono state giocate nel palazzetto della squadra di casa. Le prime due classificate di ogni girone si sono qualificate ai quarti di finale. Le partite sono state giocate dal 9 dicembre al 20 gennaio 2011.

### Gruppo A
Località: Mario Morales Coliseum, Guaynabo, Porto Rico.

| Pos | Squadra                     | G | V | P | PF  | PS  | DP  | Pt | Qualificazione                  |
| --- | --------------------------- | - | - | - | --- | --- | --- | -- | ------------------------------- |
| 1   | Soles de Mexicali           | 3 | 3 | 0 | 248 | 227 | +21 | 6  | Qualificate ai quarti di finale |
| 2   | Cangrejeros de Santurce (H) | 3 | 2 | 1 | 262 | 210 | +52 | 5  | Qualificate ai quarti di finale |
| 3   | PBL All-Stars               | 3 | 1 | 2 | 238 | 267 | −29 | 4  |                                 |
| 4   | Metros de Santiago          | 3 | 0 | 3 | 236 | 280 | −44 | 3  |                                 |

| Giorno     | Orario | Squadra 1               | Risultato | Squadra 2               |
| ---------- | ------ | ----------------------- | --------- | ----------------------- |
| 4 dicembre | 19:00  | PBL All-Stars           | 95 - 91   | Metros de Santiago      |
| 4 dicembre | 21:10  | Cangrejeros de Santurce | 74 - 75   | Soles de Mexicali       |
| 6 dicembre | 19:00  | Metros de Santiago      | 83 - 94   | Soles de Mexicali       |
| 6 dicembre | 21:10  | PBL All-Stars           | 73 - 97   | Cangrejeros de Santurce |
| 7 dicembre | 19:00  | Soles de Mexicali       | 79 - 70   | PBL All-Stars           |
| 7 dicembre | 21:10  | Cangrejeros de Santurce | 91 - 62   | Metros de Santiago      |

Nota: Tutti gli orari fanno riferimento al fuso orario UTC-4.

### Gruppo B
Località: FIU Arena, Miami, USA.

| Pos | Squadra              | G | V | P | PF  | PS  | DP  | Pt | Qualificazione                  |
| --- | -------------------- | - | - | - | --- | --- | --- | -- | ------------------------------- |
| 1   | Miami Tropics (H)    | 3 | 3 | 0 | 296 | 264 | +32 | 6  | Qualificate ai quarti di finale |
| 2   | Halcones Xalapa      | 3 | 1 | 2 | 310 | 287 | +23 | 4  | Qualificate ai quarti di finale |
| 3   | Fuerza Regia         | 3 | 1 | 2 | 274 | 288 | −14 | 4  |                                 |
| 4   | Capitanes de Arecibo | 3 | 1 | 2 | 253 | 290 | −37 | 4  |                                 |

Tie-break: Halcones Xalapa (Pun: 3; Diff: +26) – Fuerza Regia (Pun: 3; Diff: +1) – Capitanes de Arecibo (Pun: 3; Diff: -27)
| Giorno      | Orario | Squadra 1            | Risultato | Squadra 2       |
| ----------- | ------ | -------------------- | --------- | --------------- |
| 11 dicembre | 18:00  | Capitanes de Arecibo | 96 - 93   | Fuerza Regia    |
| 11 dicembre | 20:10  | Miami Tropics        | 112 - 105 | Halcones Xalapa |
| 12 dicembre | 18:00  | Capitanes de Arecibo | 86 - 116  | Halcones Xalapa |
| 12 dicembre | 20:10  | Fuerza Regia         | 88 - 103  | Miami Tropics   |
| 13 dicembre | 19:00  | Fuerza Regia         | 93 - 89   | Halcones Xalapa |
| 13 dicembre | 21:10  | Capitanes de Arecibo | 71 - 81   | Miami Tropics   |

Nota: Tutti gli orari fanno riferimento al fuso orario UTC-5.

### Gruppo C
Località: Juscelino Kubitschek Arena, Belo Horizonte, Brasile.

| Pos | Squadra               | G | V | P | PF  | PS  | DP  | Pt | Qualificazione                  |
| --- | --------------------- | - | - | - | --- | --- | --- | -- | ------------------------------- |
| 1   | Minas Tênis Clube (H) | 3 | 2 | 1 | 241 | 232 | +9  | 5  | Qualificate ai quarti di finale |
| 2   | Defensor Sporting     | 3 | 2 | 1 | 242 | 225 | +17 | 5  | Qualificate ai quarti di finale |
| 3   | Boca Juniors          | 3 | 1 | 2 | 215 | 246 | −31 | 4  |                                 |
| 4   | Flamengo              | 3 | 1 | 2 | 250 | 245 | +5  | 4  |                                 |

| Giorno      | Orario | Squadra 1         | Risultato | Squadra 2         |
| ----------- | ------ | ----------------- | --------- | ----------------- |
| 18 dicembre | 20:00  | Minas Tênis Clube | 88 - 99   | Flamengo          |
| 18 dicembre | 22:10  | Boca Juniors      | 73 - 94   | Defensor Sporting |
| 19 dicembre | 20:00  | Minas Tênis Clube | 77 - 68   | Defensor Sporting |
| 19 dicembre | 22:10  | Boca Juniors      | 77 - 76   | Flamengo          |
| 20 dicembre | 20:00  | Boca Juniors      | 65 - 76   | Minas Tênis Clube |
| 20 dicembre | 22:10  | Flamengo          | 75 - 80   | Defensor Sporting |

Nota: Tutti gli orari fanno riferimento al fuso orario UTC-3.

### Gruppo D
Località: Polideportivo Islas Malvinas, Mar del Plata, Argentina.

| Pos | Squadra                   | G | V | P | PF  | PS  | DP  | Pt | Qualificazione                  |
| --- | ------------------------- | - | - | - | --- | --- | --- | -- | ------------------------------- |
| 1   | Peñarol Mar del Plata (H) | 3 | 3 | 0 | 248 | 207 | +41 | 6  | Qualificate ai quarti di finale |
| 2   | Libertad de Sunchales     | 3 | 2 | 1 | 228 | 204 | +24 | 5  | Qualificate ai quarti di finale |
| 3   | Brasília                  | 3 | 1 | 2 | 218 | 238 | −20 | 4  |                                 |
| 4   | Liceo Mixto               | 3 | 0 | 3 | 224 | 269 | −45 | 3  |                                 |

| Giorno     | Orario | Squadra 1             | Risultato | Squadra 2             |
| ---------- | ------ | --------------------- | --------- | --------------------- |
| 8 gennaio  | 20:00  | Libertad de Sunchales | 76 - 65   | Brasília              |
| 8 gennaio  | 22:10  | Peñarol Mar del Plata | 95 - 76   | Liceo Mixto           |
| 9 gennaio  | 20:00  | Brasília              | 86 - 78   | Liceo Mixto           |
| 9 gennaio  | 22:10  | Peñarol Mar del Plata | 69 - 64   | Libertad de Sunchales |
| 10 gennaio | 20:00  | Libertad de Sunchales | 88 - 70   | Liceo Mixto           |
| 10 gennaio | 22:10  | Peñarol Mar del Plata | 84 - 67   | Brasília              |

Nota: Tutti gli orari fanno riferimento al fuso orario UTC-3.

## Quarti di finale
| Squadra 1               | Totale | Squadra 2             | Gara 1   | Gara 2  | Gara 3  |
| ----------------------- | ------ | --------------------- | -------- | ------- | ------- |
| Halcones Xalapa         | 1 – 2  | Soles de Mexicali     | 93 – 78  | 60 – 72 | 84 – 67 |
| Libertad de Sunchales   | 0 – 2  | Minas Tênis Clube     | 72 – 74  | 73 – 80 | –       |
| Cangrejeros de Santurce | 1 – 2  | Miami Tropics         | 102 – 94 | 64 – 91 | 83 – 91 |
| Defensor Sporting       | 1 – 2  | Peñarol Mar del Plata | 98 – 95  | 74 - 98 | 68 – 77 |

Tutti gli orari fanno riferimento ai fusi orari della città dove si è giocata la partita.

### Gara-1
| Xalapa 14 gennaio 2008, ore 19:00 Gara-1 | Halcones Xalapa | 93 – 78 (25-14; 54-44; 78-57) referto | Soles de Mexicali | Gimnasio de la USBI |
| \| \| \| \| \| Ayón 20 Ávila, Johnson, Mariscal Mata 13 Bowie, Selleaze 10 \| Punti \| 23 Lewis 17 Penny 11 Llamas \| \| Johnson 7 \| Assist \| 3 Chávez, Penny, Wheat \| \| Selleaze 8 \| Rimbalzi \| 12 Lewis \| |                 |                                       |                   |                     |
| |                 |                                       |                   |                     |
| Ayón 20 Ávila, Johnson, Mariscal Mata 13 Bowie, Selleaze 10 | Punti           | 23 Lewis 17 Penny 11 Llamas           |                   |                     |
| Johnson 7 | Assist          | 3 Chávez, Penny, Wheat                |                   |                     |
| Selleaze 8 | Rimbalzi        | 12 Lewis                              |                   |                     |

| Sunchales 15 gennaio 2008, ore 21:00 Gara-1 | Libertad Sunchales | 72 – 74 (18-26; 36-40; 58-57) referto                   | Minas Tênis Clube | Hogar de los Tigres |
| \| \| \| \| \| Pelussi 19 Saglietti 17 Moldú 8 \| Punti \| 15 Campos Lemes 14 Johnson, Sucatzky 11 Fernandes Pinto \| \| Ginóbili, Müller, Pelussi 4 \| Assist \| 6 Sucatzky \| \| Battle 11 \| Rimbalzi \| 7 Johnson \| |                    |                                                         |                   |                     |
| |                    |                                                         |                   |                     |
| Pelussi 19 Saglietti 17 Moldú 8 | Punti              | 15 Campos Lemes 14 Johnson, Sucatzky 11 Fernandes Pinto |                   |                     |
| Ginóbili, Müller, Pelussi 4 | Assist             | 6 Sucatzky                                              |                   |                     |
| Battle 11 | Rimbalzi           | 7 Johnson                                               |                   |                     |

| Guaynabo 16 gennaio 2008, ore 19:00 Gara-1 | Cang. de Santurce | 102 – 94 (26-17; 43-43; 71-62) referto   | Miami Tropics | Mario Morales Coliseum |
| \| \| \| \| \| Ri. Dalmau 29 Santiago 16 Traylor 14 \| Punti \| 19 Barnes 16 Robinson, Shelman 15 Watson \| \| Santiago 9 \| Assist \| 5 Mitchell \| \| Traylor 10 \| Rimbalzi \| 7 Robinson \| |                   |                                          |               |                        |
| |                   |                                          |               |                        |
| Ri. Dalmau 29 Santiago 16 Traylor 14 | Punti             | 19 Barnes 16 Robinson, Shelman 15 Watson |               |                        |
| Santiago 9 | Assist            | 5 Mitchell                               |               |                        |
| Traylor 10 | Rimbalzi          | 7 Robinson                               |               |                        |

| Montevideo 17 gennaio 2008, ore 19:00 Gara-1 | Defensor Sporting | 98 – 95 (25-23; 55-47; 78-74) referto | Peñarol M. d. Plata | Estadio Alberto Casal |
| \| \| \| \| \| Jackson 29 Mielke, Páez 14 Castrillón 11 \| Punti \| 33 Wadley 20 Rodríguez 18 Osborne \| \| Jackson 7 \| Assist \| 6 Osborne \| \| Mielke 9 \| Rimbalzi \| 7 Osborne \| |                   |                                       |                     |                       |
| |                   |                                       |                     |                       |
| Jackson 29 Mielke, Páez 14 Castrillón 11 | Punti             | 33 Wadley 20 Rodríguez 18 Osborne     |                     |                       |
| Jackson 7 | Assist            | 6 Osborne                             |                     |                       |
| Mielke 9 | Rimbalzi          | 7 Osborne                             |                     |                       |

### Gara-2
| Mexicali 21 gennaio 2008, ore 20:00 Gara-2 | Soles de Mexicali | 72 – 60 (26-26; 34-36; 59-47) referto | Halcones Xalapa | Auditorio del Estado |
| \| \| \| \| \| Llamas 19 López Ortega 14 Penny 12 \| Punti \| 12 Bowie 11 Johnson 8 Lopez Bottoms \| \| Wheat 4 \| Assist \| 4 Johnson \| \| Llamas 7 \| Rimbalzi \| 9 Ayón \| |                   |                                       |                 |                      |
| |                   |                                       |                 |                      |
| Llamas 19 López Ortega 14 Penny 12 | Punti             | 12 Bowie 11 Johnson 8 Lopez Bottoms   |                 |                      |
| Wheat 4 | Assist            | 4 Johnson                             |                 |                      |
| Llamas 7 | Rimbalzi          | 9 Ayón                                |                 |                      |

| Belo Horizonte 22 gennaio 2008, ore 19:00 Gara-2 | Minas Tênis Clube | 80 – 73 (27-18; 46-31; 57-48) referto | Libertad Sunchales | Juscelino Kubitschek Arena |
| \| \| \| \| \| Sucatzky 25 Machado Pereyra, Santos 12 Johnson 9 \| Punti \| 21 Pelussi 13 Ginóbili 9 Moldú \| \| Sucatzky 10 \| Assist \| 4 Moldú \| \| Camargos, Sucatzky 5 \| Rimbalzi \| 10 Battle \| |                   |                                       |                    |                            |
| |                   |                                       |                    |                            |
| Sucatzky 25 Machado Pereyra, Santos 12 Johnson 9 | Punti             | 21 Pelussi 13 Ginóbili 9 Moldú        |                    |                            |
| Sucatzky 10 | Assist            | 4 Moldú                               |                    |                            |
| Camargos, Sucatzky 5 | Rimbalzi          | 10 Battle                             |                    |                            |

| Miami 24 gennaio 2008, ore 18:00 Gara-2 | Miami Tropics | 91 – 64 (17-18; 36-31; 66-49) referto | Cang. de Santurce | FIU Stadium |
| \| \| \| \| \| Barnes 23 Watson 21 Mitchell 18 \| Punti \| 14 Traylor 12 Meléndez 10 Falcón \| \| Mitchell 7 \| Assist \| 3 Santiago \| \| Rosario 12 \| Rimbalzi \| 9 Traylor \| |               |                                       |                   |             |
| |               |                                       |                   |             |
| Barnes 23 Watson 21 Mitchell 18 | Punti         | 14 Traylor 12 Meléndez 10 Falcón      |                   |             |
| Mitchell 7 | Assist        | 3 Santiago                            |                   |             |
| Rosario 12 | Rimbalzi      | 9 Traylor                             |                   |             |

| Mar del Plata 22 gennaio 2008, ore 19:00 Gara-2 | Peñarol M. d. Plata | 98 – 74 (20-24; 44-40; 70-56) referto | Defensor Sporting | Polideportivo Islas Malvinas |
| \| \| \| \| \| Wadley 19 Osborne 16 González 15 \| Punti \| 19 Jackson 17 Manciel 15 Castrillón \| \| Wadley 7 \| Assist \| 8 González Correa \| \| Osborne 9 \| Rimbalzi \| 7 Manciel \| |                     |                                       |                   |                              |
| |                     |                                       |                   |                              |
| Wadley 19 Osborne 16 González 15 | Punti               | 19 Jackson 17 Manciel 15 Castrillón   |                   |                              |
| Wadley 7 | Assist              | 8 González Correa                     |                   |                              |
| Osborne 9 | Rimbalzi            | 7 Manciel                             |                   |                              |

### Gara-3
| Mexicali 22 gennaio 2008, ore 20:00 Gara-3 | Soles de Mexicali | 84 – 67 (16-20; 35-39; 56-48) referto  | Halcones Xalapa | Auditorio del Estado |
| \| \| \| \| \| Lewis, Wheat 20 Llamas 19 Chavez Guzman, Penny 6 \| Punti \| 23 Johnson 12 Bowie, Selleaze 10 Ávila \| \| Lewis, López Ortega, Penny, Wheat 3 \| Assist \| 4 Johnson \| \| Llamas 12 \| Rimbalzi \| 10 Ayón \| |                   |                                        |                 |                      |
| |                   |                                        |                 |                      |
| Lewis, Wheat 20 Llamas 19 Chavez Guzman, Penny 6 | Punti             | 23 Johnson 12 Bowie, Selleaze 10 Ávila |                 |                      |
| Lewis, López Ortega, Penny, Wheat 3 | Assist            | 4 Johnson                              |                 |                      |
| Llamas 12 | Rimbalzi          | 10 Ayón                                |                 |                      |

| Miami 25 gennaio 2008, ore 20:15 Gara-3 | Miami Tropics | 91 – 83 (16-16; 44-40; 63-58) referto   | Cang. de Santurce | FIU Stadium |
| \| \| \| \| \| Shelman 29 Mitchell 19 Watson 14 \| Punti \| 27 Traylor 18 Ri. Dalmau 11 Ra. Dalmau \| \| Shelman 4 \| Assist \| 3 Ri. Dalmau, Santiago, Traylor, Watson \| \| Robinson 7 \| Rimbalzi \| 16 Traylor \| |               |                                         |                   |             |
| |               |                                         |                   |             |
| Shelman 29 Mitchell 19 Watson 14 | Punti         | 27 Traylor 18 Ri. Dalmau 11 Ra. Dalmau  |                   |             |
| Shelman 4 | Assist        | 3 Ri. Dalmau, Santiago, Traylor, Watson |                   |             |
| Robinson 7 | Rimbalzi      | 16 Traylor                              |                   |             |

| Mar del Plata 23 gennaio 2008, ore 19:00 Gara-3 | Peñarol M. d. Plata | 77 – 68 (21-20; 42-36; 58-48) referto | Defensor Sporting | Polideportivo Islas Malvinas |
| \| \| \| \| \| Rodríguez 17 González 16 Locatelli, Mata 14 \| Punti \| 21 Jackson 11 Castrillón 9 Manciel \| \| Rodríguez 6 \| Assist \| 4 Castrillón \| \| Locatelli 10 \| Rimbalzi \| 14 Páez \| |                     |                                       |                   |                              |
| |                     |                                       |                   |                              |
| Rodríguez 17 González 16 Locatelli, Mata 14 | Punti               | 21 Jackson 11 Castrillón 9 Manciel    |                   |                              |
| Rodríguez 6 | Assist              | 4 Castrillón                          |                   |                              |
| Locatelli 10 | Rimbalzi            | 14 Páez                               |                   |                              |

## Final Four
Località: Auditorio del Estado, Mexicali, Messico.

| Pos | Squadra               | G | V | P | PF  | PS  | DP  | Pt |
| --- | --------------------- | - | - | - | --- | --- | --- | -- |
| 1   | Peñarol Mar del Plata | 3 | 2 | 1 | 270 | 246 | +24 | 5  |
| 2   | Soles de Mexicali (H) | 3 | 2 | 1 | 287 | 278 | +9  | 5  |
| 3   | Miami Tropics         | 3 | 2 | 1 | 260 | 267 | −7  | 5  |
| 4   | Minas Tênis Clube     | 3 | 0 | 3 | 236 | 280 | −44 | 3  |

Tie-break: Peñarol Mar del Plata (Pun: 5; Diff: +24) – Soles de Mexicali (Pun: 5; Diff: +9) – Miami Tropics (Pun: 5; Diff: -7)

### Gara-1
| Mexicali 7 febbraio 2008 Gara-1 | Peñarol M. d. Plata | 94 – 77 (25-17; 47-37; 72-55) referto | Miami Tropics | Auditorio del Estado |
| \| \| \| \| \| Wadley 32 Rodríguez 20 González 12 \| Punti \| 16 Shelman 15 Watson 14 Rosario \| \| Wadley 4 \| Assist \| 5 Watson \| \| Osborne 11 \| Rimbalzi \| 8 Rosario \| |                     |                                       |               |                      |
| |                     |                                       |               |                      |
| Wadley 32 Rodríguez 20 González 12 | Punti               | 16 Shelman 15 Watson 14 Rosario       |               |                      |
| Wadley 4 | Assist              | 5 Watson                              |               |                      |
| Osborne 11 | Rimbalzi            | 8 Rosario                             |               |                      |

| Mexicali 7 febbraio 2008 Gara-1 | Soles de Mexicali | 95 – 83 (22-26; 53-42; 64-66) referto               | Minas Tênis Clube | Auditorio del Estado |
| \| \| \| \| \| Lewis 27 López Ortega 19 Wheat 15 \| Punti \| 23 Johnson 18 Fernandes Pinto 14 Camargos Trigueiro \| \| López Ortega 6 \| Assist \| 8 Sucatzky \| \| Lewis 16 \| Rimbalzi \| 8 Machado Pereyra \| |                   |                                                     |                   |                      |
| |                   |                                                     |                   |                      |
| Lewis 27 López Ortega 19 Wheat 15 | Punti             | 23 Johnson 18 Fernandes Pinto 14 Camargos Trigueiro |                   |                      |
| López Ortega 6 | Assist            | 8 Sucatzky                                          |                   |                      |
| Lewis 16 | Rimbalzi          | 8 Machado Pereyra                                   |                   |                      |

### Gara-2
| Mexicali 8 febbraio 2008 Gara-2 | Peñarol M. d. Plata | 97 – 85 (27-19; 54-38; 70-58) referto                      | Minas Tênis Clube | Auditorio del Estado |
| \| \| \| \| \| Wadley 26 Locatelli 24 González 20 \| Punti \| 23 Johnson 19 Sucatzky 11 Fernandes Pinto, Machado Pereyra \| \| Locatelli, Rodríguez, Wadley 5 \| Assist \| 14 Sucatzky \| \| Locatelli 7 \| Rimbalzi \| 11 Johnson \| |                     |                                                            |                   |                      |
| |                     |                                                            |                   |                      |
| Wadley 26 Locatelli 24 González 20 | Punti               | 23 Johnson 19 Sucatzky 11 Fernandes Pinto, Machado Pereyra |                   |                      |
| Locatelli, Rodríguez, Wadley 5 | Assist              | 14 Sucatzky                                                |                   |                      |
| Locatelli 7 | Rimbalzi            | 11 Johnson                                                 |                   |                      |

| Mexicali 8 febbraio 2008 Gara-2 | Soles de Mexicali | 108 – 116 (d.t.s.) (24-28; 62-53; 82-77; 100-100) referto | Miami Tropics | Auditorio del Estado |
| \| \| \| \| \| Llamas 26 \| Punti \| 32 Watson 29 Barnes 18 Mitchell \| \| Wheat 10 \| Assist \| 7 Mitchell \| \| Llamas 13 \| Rimbalzi \| 11 Watson \| |                   |                                                           |               |                      |
| |                   |                                                           |               |                      |
| Llamas 26 | Punti             | 32 Watson 29 Barnes 18 Mitchell                           |               |                      |
| Wheat 10 | Assist            | 7 Mitchell                                                |               |                      |
| Llamas 13 | Rimbalzi          | 11 Watson                                                 |               |                      |

### Gara-3
| Mexicali 9 febbraio 2008 Gara-3 | Minas Tênis Clube | 65 – 67 (19-18; 32-38; 56-46) referto | Miami Tropics | Auditorio del Estado |
| \| \| \| \| \| Fernandes Pinto 21 Camargos Trigueiro 15 Machado Pereyra 10 \| Punti \| 15 Watson 12 Barnes 10 Shelman \| \| Sucatzky 9 \| Assist \| 3 Mitchell \| \| Johnson, Santos 8 \| Rimbalzi \| 11 Rosario \| |                   |                                       |               |                      |
| |                   |                                       |               |                      |
| Fernandes Pinto 21 Camargos Trigueiro 15 Machado Pereyra 10 | Punti             | 15 Watson 12 Barnes 10 Shelman        |               |                      |
| Sucatzky 9 | Assist            | 3 Mitchell                            |               |                      |
| Johnson, Santos 8 | Rimbalzi          | 11 Rosario                            |               |                      |

| Mexicali 9 febbraio 2008 Gara-3 | Soles de Mexicali | 84 – 79 referto                    | Peñarol M. d. Plata | Auditorio del Estado |
| \| \| \| \| \| Lewis 22 Wheat 20 López Ortega 15 \| Punti \| 28 Wadley 12 Rodríguez 10 González \| \| Lewis, López Ortega, Penny, Wheat 3 \| Assist \| 3 Rodríguez \| \| Lewis 12 \| Rimbalzi \| 9 Osborne \| |                   |                                    |                     |                      |
| |                   |                                    |                     |                      |
| Lewis 22 Wheat 20 López Ortega 15 | Punti             | 28 Wadley 12 Rodríguez 10 González |                     |                      |
| Lewis, López Ortega, Penny, Wheat 3 | Assist            | 3 Rodríguez                        |                     |                      |
| Lewis 12 | Rimbalzi          | 9 Osborne                          |                     |                      |

## Statistiche
| Categoria     | Giocatore             | Squadra             | Media | Partite | Totale |
| ------------- | --------------------- | ------------------- | ----- | ------- | ------ |
| Punti         | Quincy Wadley         | Peñarol M. d. Plata | 23.1  | 9       | 208    |
| Rimbalzi      | Horacio Llamas        | Soles de Mexicali   | 8.7   | 9       | 78     |
| Assist        | Facundo Sucatzky      | Minas Tênis Clube   | 9.6   | 8       | 77     |
| Palle rubate  | Terence Shelman       | Miami Tropics       | 2.9   | 9       | 26     |
| Stoppate      | Horacio Llamas        | Soles de Mexicali   | 1.8   | 9       | 16     |
| % tiri liberi | Cornelius Mitchell    | Miami Tropics       | 100%  | 9       | 18/18  |
| % tiri liberi | Alejandro Díez        | Peñarol M. d. Plata | 100%  | 9       | 14/14  |
| % tiro da tre | Juan Manuel Locatelli | Peñarol M. d. Plata | 63.9% | 9       | 23/36  |
| Tiri liberi   | Quincy Wadley         | Peñarol M. d. Plata | 7.1   | 9       | 64     |
| Tiri da tre   | Quincy Wadley         | Peñarol M. d. Plata | 3.3   | 9       | 30     |

Fonte: (ES) Lideres, su fibaamericas.com, FIBA Americas. URL consultato il 22 aprile 2020 (archiviato dall'url originale il 20 settembre 2019).